# Lê Quang Liêm
Dans ce nom vietnamien, le nom de famille, Lê, précède le nom personnel.
Lê Quang Liêm est un grand maître international d'échecs vietnamien né le 13 mars 1991 à Hô Chi Minh-Ville, champion d'Asie 2019 et champion du monde de blitz en 2013.
Au 17 novembre 2024, avec un classement Elo de 2 739 points, il est le seizième joueur mondial et le no 1 vietnamien.

## Palmarès
- 2005 : champion du monde en catégorie moins de 14 ans[1]
- 2008 : 
  - août-septembre : vainqueur du premier open Dragon Capital du Viêt Nam[2]
  - septembre : vainqueur du 4e open de Calcutta[3]
  - septembre : vainqueur de l'open Xingqiu de Lishui  (province de Zhejiang, Chine)[4]
  - décembre: vainqueur du deuxième open Dragon Capital du Viêt Nam[5]
- février 2010 : vainqueur de l'open Aeroflot[6]
- juillet 2010 : deuxième place au tournoi de Dortmund derrière le vainqueur Ruslan Ponomariov et devant Vladimir Kramnik et Shakhriyar Mamedyarov[7].
- février 2011 : deuxième victoire consécutive de l'open Aeroflot avec 6.5/9 (+5, =3, −1) devançant au départage Nikita Vitiugov et Evgueni Tomachevski[8]
- Juin 2013 : champion du monde de blitz à Khanty-Mansiïsk en Russie
- Octobre 2015 : deuxième du tournoi Millionaire Chess à Las Vegas (victoire de Hikaru Nakamura).
- 2013, 2015 et 2017 : vainqueur de l'open HD Bank à Hô Chi Minh-Ville
- 2017 : deuxième du tournoi d'échecs de Danzhou
- 2019 : champion d'Asie

### Coupes du monde
| Année | Lieu            | Résultat                            | Ultime adversaire      | Adversaires battus                                            |
| ----- | --------------- | ----------------------------------- | ---------------------- | ------------------------------------------------------------- |
| 2007  | Khanty-Mansiïsk | premier tour                        | Andriï Volokitine      |                                                               |
| 2009  | Khanty-Mansiïsk | premier tour                        | Vladislav Tkachiev     |                                                               |
| 2011  | Khanty-Mansiïsk | troisième tour                      | Lázaro Bruzón          | Susanto Megaranto, Boris Gratchev                             |
| 2013  | Tromsø          | quatrième tour (huitième de finale) | Peter Svidler          | Oliver Barbosa, Francisco Vallejo Pons, Aleksandr Grichtchouk |
| 2015  | Bakou           | troisième tour                      | Wesley So              | Vasif Durarbayli, Nikita Vitiougov                            |
| 2017  | Tbilissi        | deuxième tour                       | Vidit Santosh Gujrathi | Vitaly Kunin                                                  |
| 2019  | Khanty-Mansiïsk | quatrième tour (huitième de finale) | Levon Aronian          | Alekseï Aleksandrov, Anton Korobov Vladislav Artemiev         |
| 2023  | Bakou           | troisième tour                      | Ruslan Ponomariov      | Ivan Ivanisevic                                               |